# Karl Hude

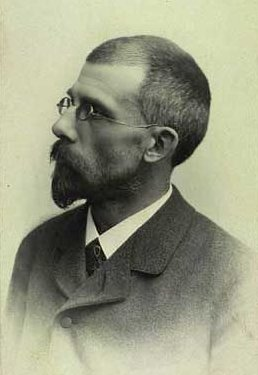
Karl Hude, vor 1900

Kristian Karl Tulinius Hude (* 22. August 1860 in Viborg; † 18. Februar 1936 in Frederiksberg), kurz Karl Hude und latinisiert Carolus Hude, war ein dänischer Klassischer Philologe.

## Leben und Werk
Karl Hude studierte an der Universität Kopenhagen Klassische Philologie, Skandinavistik und Geschichte (insbesondere bei Johan Nicolai Madvig und Martin Clarentius Gertz). Nach dem Examen (1883) unterrichtete er an verschiedenen Privatschulen in Kopenhagen. Nebenbei setzte er seine wissenschaftlichen Studien fort. Von 1885 bis 1886 vertiefte er seine Studien in Deutschland (an den Universitäten zu Berlin und München) und Italien, wo er griechische Handschriften in den Bibliotheken kollationierte. Nach seiner Rückkehr nach Kopenhagen wurde er 1888 mit einer Studie zur Textkritik des Thukydides zum Dr. phil. promoviert. Ab 1892 unterrichtete er als Adjunkt an der Metropolitanschule in Kopenhagen. Außerdem gab er von 1892 bis 1911 die Nordisk Tidsskrift for Filologi heraus. 1902 wurde er zum Rektor der Staatsschule in Frederiksborg ernannt. An der Universität Kopenhagen lehrte er nebenamtlich als Lektor von 1919 bis 1935 Klassische Philologie. Von 1921 bis 1927 war er zuletzt Rektor der Metropolitanschule, ab 1922 auch Mitglied der Prüfungskommission.
Seine Forschungsschwerpunkte betrafen insbesondere die griechische Prosaliteratur. Aufgrund ausgedehnten Handschriftenstudiums gab er im Laufe seines Lebens kritische Editionen zu verschiedenen Autoren heraus, darunter Herodot, Thukydides, Xenophon, Lysias, Aristoteles und Aretaios. Außerdem beschäftigte er sich mit der griechischen Grammatik und mit Papyrusfunden, besonders mit den Hellenika Oxyrhynchia. Seine Textausgaben, die im 20. Jahrhundert maßgeblich blieben, beruhten gleichermaßen auf Sprach- und Stilbeherrschung des jeweiligen Autors wie auf gründlichem Handschriftenstudium und sorgfältiger Textkritik.
Für seine wissenschaftlichen und pädagogischen Leistungen erhielt Hude reiche Anerkennung. Er wurde 1903 zum Mitglied der Königlich Dänischen Akademie der Wissenschaften ernannt und 1912 zum Ritter des Danebrog-Ordens geschlagen.

## Schriften (Auswahl)

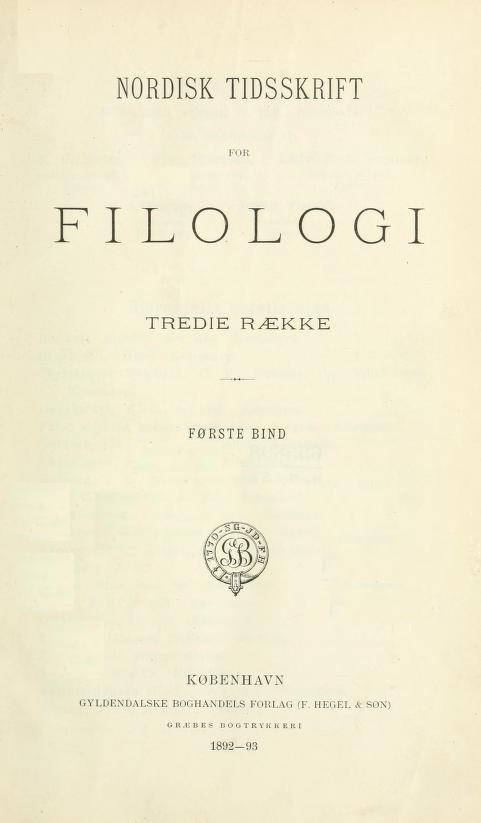

- Commentarii critici ad Thucydidem pertinentes. Kopenhagen 1888 (Dissertation)
- Thucydidis historiarum libri VI–VIII. Ad optimos codices denuo collatus recensuit Carolus Hude. Kopenhagen 1890
- Aristoteles / Der Staat der Athener: Der historische Hauptteil (Kap. I–XLI). Für den Schulgebrauch erklärt. Leipzig 1892
- Aristoteles / Athens forfatningshistorie. Kopenhagen 1892
- Thucydidis historiae; ad optimos codices denuo ab ipso collatos. Zwei Bände, Leipzig 1898–1901
- Thucydidis historiae recensuit Carolus Hude. Zwei Bände, Leipzig 1901. Zweite Auflage, Leipzig 1913–1914 (editio maior)
- Thucydidis historiae recensuit Carolus Hude. Zwei Bände, Leipzig 1903. Zweite Auflage, Leipzig 1905 (editio minor)
- Herodoti historiae recognovit brevique adnotatione critica instruxit Carolus Hude. Zwei Bände, Oxford 1908
- Levnedsbeskrivelser af Plutarch. Drei Bände, Kopenhagen 1909–1932
- Lysiae orationes recognovit brevique adnotatione critica instruxit Carolus Hude. Oxford 1912
- als Hrsg.: Aretaeus. Leipzig/Berlin 1923 (= Corpus Medicorum Graecorum. Band 2); 2. Auflage Berlin 1958.
- Scholia in Thucydidem ad optimos codices collata. Leipzig 1927
- Ξενοφῶντος Κύρου ἀνάβασις = Xenophontis expeditio Cyri; ad optimos codices denuo ab ipso collatos recensuit Carolus Hude. Leipzig 1931 (editio maior)
- Ξενοφῶντος Κύρου ἀνάβασις = Xenophontis expeditio Cyri; ad optimos codices denuo ab ipso collatos recensuit Carolus Hude. Leipzig 1933 (editio minor)
- Ξενοφῶντος ἀπομνημονεύματα = Xenophontis Commentarii recensuit Carolus Hude. Leipzig 1934 (editio maior)